# ريزارد براق
ريزارد براق (بالبولندية: Ryszard Burak)‏ هو مجدف بولندي، ولد في 3 فبراير 1954 في شتشين في بولندا.

## وصلات خارجية
- ريزارد براق على موقع الاتحاد الدولي للتجديف (الإنجليزية)
- ريزارد براق على موقع أوليمبيديا (الإنجليزية)
- ريزارد براق على موقع اللجنة الأولمبية البولندية (مؤرشف) (البولندية)